# Léo Borges
Leonardo Borges da Silva, detto Léo (Pelotas, 3 gennaio 2001), è un calciatore brasiliano, difensore del Pogoń Stettino.

## Caratteristiche tecniche
È un terzino sinistro.

## Carriera
Cresciuto nel settore giovanile dell'Internacional, debutta in prima squadra il 30 settembre 2020 in occasione dell'incontro di Coppa Libertadores pareggiato 0-0 contro l'América de Cali; il 10 febbraio seguente esordisce anche in Série A nella sconfitta casalinga per 2-1 contro lo Sport Recife.
Il 3 agosto 2021 viene ceduto in prestito al Porto B, formazione riserve del Porto, con cui trascorre una stagione nella seconda divisione portoghese.
Nel 2022 si trasferisce al Pogoń Stettino, club della prima divisione polacca.

## Statistiche
Statistiche aggiornate al 4 luglio 2021.

### Presenze e reti nei club
| Stagione        | Squadra         | Campionato      | Campionato | Campionato | Coppe nazionali | Coppe nazionali | Coppe nazionali | Coppe continentali | Coppe continentali | Coppe continentali | Altre coppe | Altre coppe | Altre coppe | Totale | Totale | Totale |
| Stagione        | Squadra         | Comp            | Pres       | Reti       | Comp            | Pres            | Reti            | Comp               | Pres               | Reti               | Comp        | Pres        | Reti        | Pres   | Reti   |        |
| --------------- | --------------- | --------------- | ---------- | ---------- | --------------- | --------------- | --------------- | ------------------ | ------------------ | ------------------ | ----------- | ----------- | ----------- | ------ | ------ | ------ |
| 2020            | Internacional   | PD/RS+A         | 0+1        | 0          | CB              | 0               | 0               | CL                 | 1                  | 0                  |             | -           | -           | 2      | 0      |        |
| 2021            | Internacional   | PD/RS+A         | 8+5        | 0          | CB              | 0               | 0               | CL                 | 1                  | 0                  |             | -           | -           | 14     | 0      |        |
| Totale carriera | Totale carriera | Totale carriera | 14         | 0          |                 | 0               | 0               |                    | 2                  | 0                  |             | -           | -           | 16     | 0      |        |